# Кислов, Михаил Александрович
Михаил Александрович Кислов (род. 11 ноября 1937; дер. Дергаево, Московская область, РСФСР, СССР) — советский и российский актёр театра и кино.

## Биография
Родился 11 ноября 1937 года в деревне Дергаево Раменского района Московской области.
Обучался в средней школе, но после её окончания в 1957 году был призван в ряды Советской армии. После демобилизации в 1960 году работал токарем и фрезеровщиком.
В 1961 году поступил на вечернее отделение ГИТИСа, попав на курс М. И. Царёва, совмещая учёбу с трудовой деятельностью. В 1966 году окончил институт и получил диплом актёра театра и кино. С 1969 года по 1994 год служил «Центру театра и кино под руководством Никиты Михалкова», пока не переехал жить в Германию.

### Личная жизнь
- Познакомившись с немецкой девушкой Антье Пиннер, взял её в жёны. От общего брака в 1975 года родился сын Михаил[1].

## Фильмография
- 1966 — История Аси Клячиной, которая любила, да не вышла замуж — Гришка
- 1967 — Бабье царство — жених
- 1967 — Операция «Трест» — помощник Стырне
- 1967 — Путь в «Сатурн» — Петренко
- 1968 — А я уезжаю домой — художник
- 1969 — Главный свидетель — Василий Максимович Каплунцов
- 1969 — Дорога домой — Петька
- 1969 — Каждый вечер в одиннадцать — посетитель ресторана
- 1969 — Обвиняются в убийстве — парень в зале суда
- 1970 — Расплата — гость
- 1970 — Сердце России — солдат
- 1971, 1973 — Тени исчезают в полдень — фотокорреспондент
- 1972 — Первый экзамен — участие
- 1972 — Пётр Рябинкин — ведущий в клубе
- 1973 — Двое в пути — Слава
- 1973 — Друзьямои (1-я новелла) — Валя Кочнев
- 1973 — Последний подвиг Камо — Лещенко
- 1973 — Товарищ генерал — Горелкин
- 1973–1983 — Вечный зов — киномеханик Алексей
- 1974 — Нервный ребёнок — папа
- 1974 — Свой среди чужих, чужой среди своих — Алёшин
- 1974 — Фронт без флангов — командир
- 1979 — Крутое поле — диспетчер
- 1979 — По следу властелина — Своекоров
- 1979 — Сцены из семейной жизни — официант
- 1979 — Что-то с телефоном — участие
- 1980 — Особо важное задание — член бригады Панченко
- 1980 — Фантазия на тему любви — участие
- 1981 — Ленин в Париже — участие
- 1982 — Домой! — старший лейтенант
- 1982 — Надежда и опора — член бюро райкома
- 1983 — День командира дивизии — участие
- 1983 — К своим — участие
- 1984 — Парад планет — капитан
- 1984 — Успех — актёр
- 1984 — Человек-невидимка — полисмен
- 1985 — Неудобный человек — участие
- 1985 — От зарплаты до зарплаты — художник
- 1987 — Акселератка — участие
- 1987 — Забытая мелодия для флейты — Земляника
- 1987 — Ссуда на брак — Николай Николаевич (главная роль)
- 1994 — Курочка Ряба — Гришка

### Озвучивание
- 1971 — Лаутары — лаутар. Роль Илие Мэскэя

## Оценочные мнения
- По мнению и со слов киноведа Алексея Тремасова, Кислов играл чаще всего своих современников, военных, рабочих, наделяя их весёлым нравом, лиризмом, энергичностью, обаянием[1]. Также Тремасов поведал о том, что после съёмок в 1966 году в фильме «История Аси Клячиной, которая любила, да не вышла замуж», Кислов стал одним из немногих профессионалов в актёрском составе этого фильма, но к сожалению, картина так и не вышла на экраны, и интересная работа Кислова была по-настоящему оценена лишь спустя двадцать лет после завершения съёмок[1].